# Dasineura senebrierae
Dasineura senebrierae är en tvåvingeart som först beskrevs av Jean-Jacques Kieffer 1909.  Dasineura senebrierae ingår i släktet Dasineura och familjen gallmyggor.
Artens utbredningsområde är Egypten. Inga underarter finns listade i Catalogue of Life.